# Clarence B. Miller

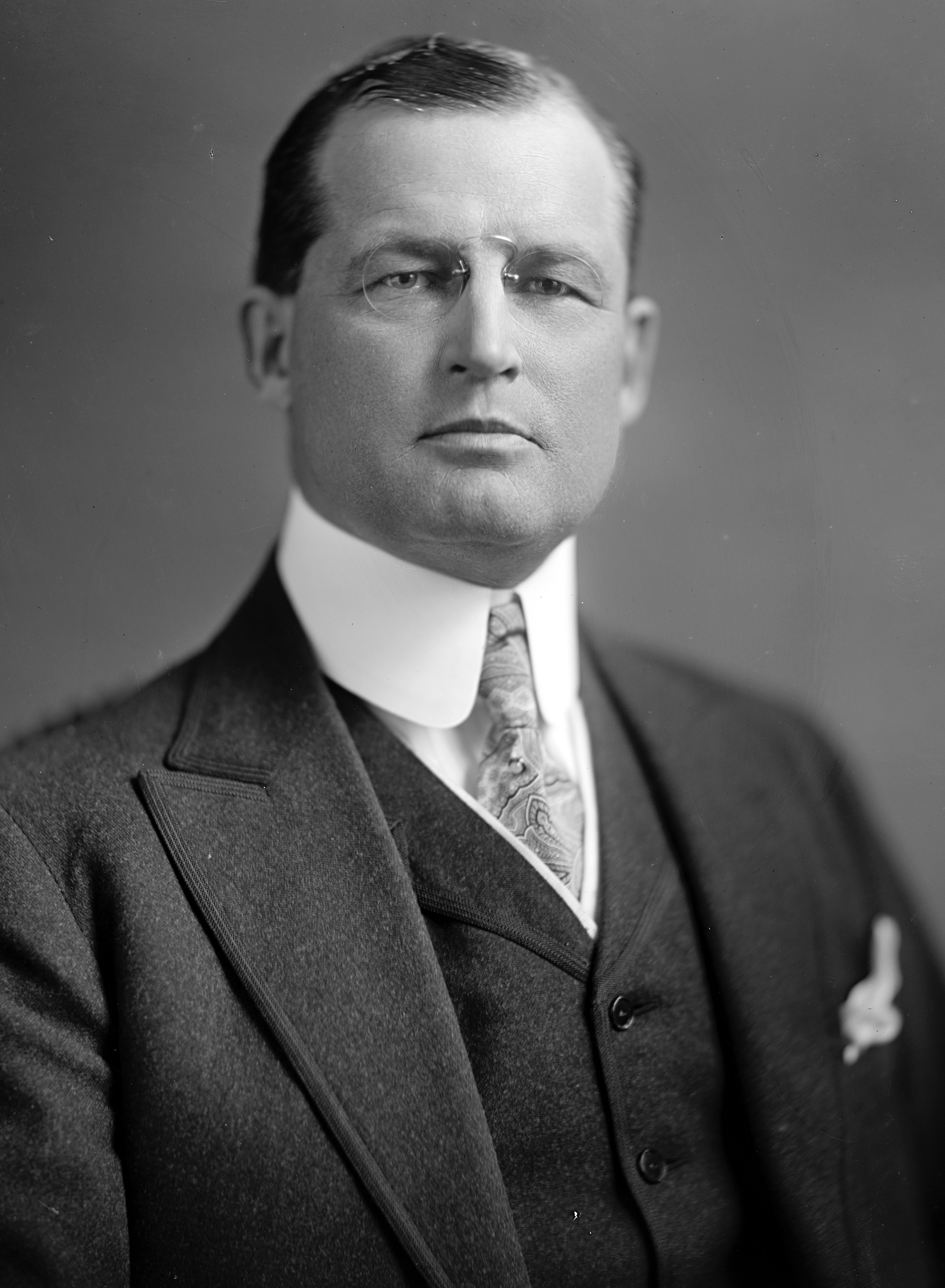
Clarence B. Miller

Clarence Benjamin Miller (* 13. März 1872 in Pine Island, Goodhue County, Minnesota; † 10. Januar 1922 in Saint Paul, Minnesota) war ein US-amerikanischer Politiker. Zwischen 1909 und 1919 vertrat er den Bundesstaat Minnesota im US-Repräsentantenhaus.

## Werdegang
Clarence Miller besuchte die öffentlichen Schulen seiner Heimat und die Minneapolis Academy. Anschließend studierte er bis 1895 an der University of Minnesota. Zwischen 1895 und 1898 leitete Miller als Schulrat die öffentlichen Schulen in Rushford. Nach einem anschließenden Jurastudium und seiner im Jahr 1900 erfolgten Zulassung als Rechtsanwalt begann er in Duluth in seinem neuen Beruf zu praktizieren.
Politisch war Miller Mitglied der Republikanischen Partei. Im Jahr 1907 saß er als Abgeordneter im Repräsentantenhaus von Minnesota. Bei den Kongresswahlen des Jahres 1908 wurde er im achten Wahlbezirk von Minnesota in das US-Repräsentantenhaus in Washington, D.C. gewählt, wo er am 4. März 1909 die Nachfolge von James Bede antrat. Nach vier Wiederwahlen konnte er bis zum 3. März 1919 fünf zusammenhängende Legislaturperioden im Kongress absolvieren. In diese Zeit fiel der Erste Weltkrieg. Außerdem wurden damals der 16. und der 17. Verfassungszusatz verabschiedet. Im Jahr 1915 gehörte Clarence Miller einem Untersuchungsausschuss an, der sich mit den Vorgängen auf den damals zu den Vereinigten Staaten gehörenden Philippinen befasste. 1917 war Miller an einer Studie des Kriegsministeriums beteiligt, die sich mit dem Militäreinsatz während des Ersten Weltkrieges in Frankreich befasste.
Bei den Kongresswahlen des Jahres 1918 verlor Miller gegen William Leighton Carss. In den Jahren 1919 und 1920 war er zunächst stellvertretender und danach hauptamtlicher Sekretär des Republican National Committee. Ansonsten praktizierte er als Anwalt in Washington. Clarence Miller starb am 10. Januar 1922 in Saint Paul und wurde in seinem Geburtsort Pine Island beigesetzt.